# Ханака Диван-Беги
Ханака Надир-Диван-Беги (узб. Nodir Dеvonbegi хоnaqohi) — ханака в Бухаре, построенная узбекским сановником, дядей Имамкули-хана Надиром Диван–беги в 1619—1620 гг. Образует кош с расположенным напротив медресе Нодир-Диван-Беги. Входит в ансамбль Ляби-хауз, включенный вместе с другими памятниками исторического центра Бухары в список Всемирного наследия ЮНЕСКО.

## История
Нодир Девонбеги Ханака была построена в 1620 году одновременно с прудом . Ханака в первую очередь служила местом проживания для дервишей, с Ляби-хауз, расположенным поблизости, который был вырыт в 1620 году. Ханака представляет собой многоэтажное здание с двумя большими башнями, похожими на минареты, образующими ее вход. На ее крыше находится 28 маленьких куполов. Центральный зал Ханаки Нодир Девонбеги имеет двери с трех сторон и михран (молитвенный нишу) с западной стороны. Углы Ханаки имеют камеры. В течение определенного периода Ханака служила медресе и местом для главы и мечети для тех, кто приходил из отдаленных регионов.
Нодир Девонбеги Ханака, расположенная в Мулла Шамсиддин Гузар, имеет 14 камер. Согласно документам об уставе, к западу от Ханаки находится дом Мирзо Абоқи Арбоби Мирзо Хусайн, на востоке и севере - дорога, а на юге - пруд. Документ об уставе называется "Устав Нодир Девонбеги Мадресе, Пруда и Ханаки." Исследователь Абдусаттор Жуманазаров предполагает, что изначально памятник служил пятничной мечетью и затем был преобразован в Ханаку. Он отмечает, что, согласно его исследованиям, памятник изначально был мечетью и позднее был преобразован в Ханаку. В настоящее время здание является музеем истории древнего Варакши и прикладного искусства Бухарского государственного музея-заповедника. Этот музей был основан в 1991 году и был переименован в 2017 году в Музей истории древнего Варакши и прикладного искусства с внесением изменений в его экспозиции.

## Архитектура
Ханака Нодир Девонбеги была построена в архитектурном стиле памятных зданий Центральной Азии. Она является частью ансамбля Ляби-хауз и была построена одновременно с прудом. Портал входа украшен величественным главным входом, а высота купола портала весьма внушительна, с остатками плит плитка, сохраненными в некоторых местах. Две диагонально утюженные башенки, похожие на минареты, с обеих сторон усиливают ее величественный вид . Ханака имеет входные двери с обеих сторон, ведущие в камеры. Стены были несколько раз восстановлены, последнее крупное восстановление проведено Сеид Алим-хан, последним правителем Бухары, между 1914 и 1916 годами. Это привело к изменению первоначального вида стен. Ханака Нодир Девонбеги имеет симметричное расположение (27,5 x 25 метров) с Иваном в центре, окруженным залом (11,2 x 11,2 метра) и двухэтажными камерами для дервишей по бокам. Купол увенчан верхом здания, украшенного спиральным орнаментом .
В ханаке есть большой купол, а стены украшены плитами из терракоты. В верхней части стен отсутствуют сохранившиеся надписи. Фасад ивана имеет три окна с решетками в стиле ханчкори. Нынешний вид Ханаки Нодир Девонбеги был изменен, чтобы быть более элегантным, изысканным и напоминать древнюю архитектуру. В 1978 году под инициативой и руководством культурной личности Абдугаффора Хаккулова в Узбекистане был проведен еще один ремонт.